# Солоне (Тячівський район)
48°7′31″ пн. ш. 23°51′31″ сх. д. / 48.12528° пн. ш. 23.85861° сх. д.
Соло́не — колишнє село в Україні, в Закарпатській області, підпорядковувалося Ганичівській сільраді Тячівського району. Рішенням Закарпатської обласної ради від 6 березня 2015 року об'єднане із селом Ганичі.

## Історія
Згадується у 1828- Szolonej, 1850 Királyvölgy, 1853- Königsthal, 1864- Szolonej, 1898- Szólóni, 1907- Szólóni (Királyvölgy), 1913- Királyvölgy, 1944- Szoláni, Соляный, 1983- Солоне, Соленое
Пешті Фрідьєш писав у 1864 р. про поселення та його назву:
"...  долина Солоні означає угорською мовою солене місце, цю долину називають Királyvölgy, де раніше була соляна шахта, і кам’яну сіль виробляли у великих кількостях, але в 1853 році соляну шахту закопали за указом. І плантація та всі будівлі перестали існувати, і тепер, там, де стояли будинки та будівлі, багате на фрукти місце було перетворене на село ».
За переказами старожилів, у Солоному були три шахти. Їхнє кріплення було виготовлено з тесаних дубових брусів, воно тримало на собі доволі товстий шар землі. Коли дощової осені гірські потічки наповнилися водою, і перенасичена земля вже не могла її поглинути, почалося заповнення шахти ґрунтовими водами. Ніхто не сподівався лиха, коли на солекопів, що прорубали шар солі, раптово з отвору сильним потоком хлинула вода, якою, вочевидь, була заповнена сусідня порожнина шахти. Люди ледве встигли врятуватися і вийти на поверхню.
Так припинила своє існування остання з трьох солекопалень, яка називалася Седлакова (за прізвищем власника) і була затоплена водою. Після катастрофи усі солекопи розбіглися, хто куди. Більша частина переїхала в Солотвино, де умови праці були кращими.
За переказами, у Солоному було справжнє село: вибудована церква, будинок Седлака – власника солекопальні, хати-землянки. Та коли сіль із шахти вибрали, частина гори зірвалася і повністю знищила поселення. Церква потонула в озері, а один із трьох дзвонів дивом затримався між деревами. Від сильного удару він тріснув, проте його перенесли у Нересницьку церкву, яка знаходиться у центрі села.
До озера, за ропою, приїжджали селяни з усіх навколишніх сіл. Адже сіль у крамниці можна було придбати не завжди, та й коштувала вона дуже дорого. Ропу, яку набирали в бочки, використовували для приготування їжі, давали худобі. Часто її «варили» у великих казанах та котлах, щоб запастися сіллю на тривалий час. Та якщо у двір навідувався фінансовий агент і бачив, що селяни збирали сіль, їх карали, бо переробка ропи була заборонена законом.
Солене озеро знаходиться на четвертому кілометрі від центру Нересниці. Площа його становить 500 кв.м. Зараз озерна вода вже не солона, вочевидь, сильно замулене дно не дозволяє солі просочуватись у воду.
Довкіл озера й зараз можна побачити залишки дерев’яних колод, кріплення колишньої шахти, на берегах зосталися сліди фундаментів та будівель. Неподалік є колодязь, що був викопаний на території Седлакової копальні. Тут і зараз можна набрати солоної води (ропи), чим користуються місцеві мешканці. Дехто навіть ухитряється тут-таки засолювати свіжатину.
Безперечно, Солоний та солене озеро є свідками подій, з якими пов’язана історична минувшина нашого села, його жителів.

## Населення

### Мова
Розподіл населення за рідною мовою за даними перепису 2001 року:
| Мова            | Кількість | Відсоток |
| --------------- | --------- | -------- |
| українська      | 1281      | 98.31%   |
| російська       | 14        | 1.07%    |
| румунська       | 6         | 0.46%    |
| інші/не вказали | 2         | 0.16%    |
| Усього          | 1303      | 100%     |